# Grande Cometa de 1882

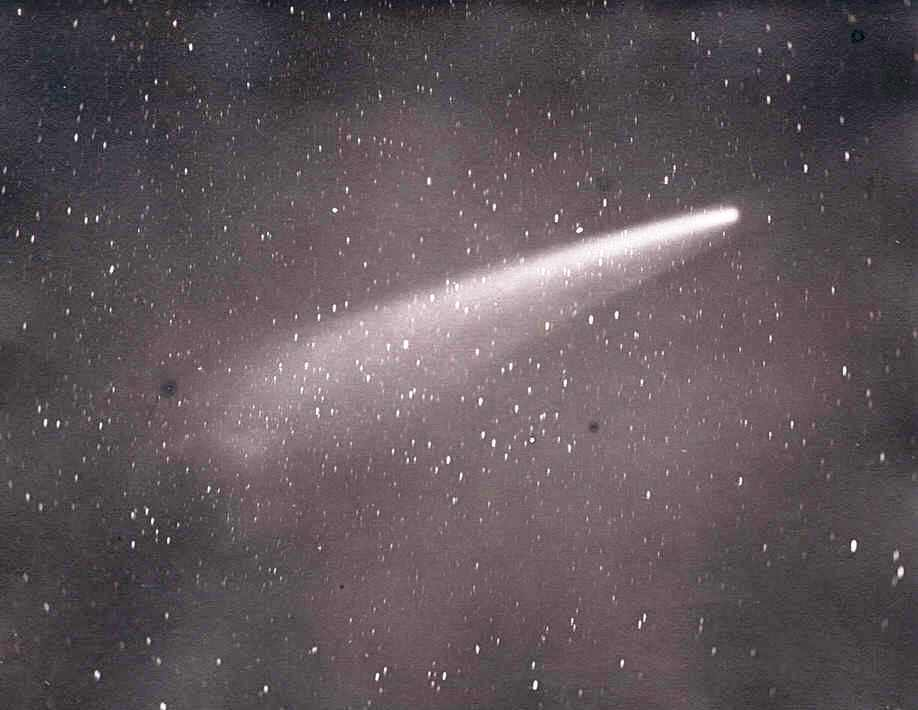
Fotografia do cometa visto da Cidade do Cabo tirada por David Gill.

O Grande Cometa de 1882 formalmente designado como C/1882 R1, 1882 II ou 1882b, foi um cometa que ficou muito brilhante em setembro de 1882. Foi membro dos cometas rasantes Kreutz, uma família de cometas que passam dentro de um R☉ da fotosfera do Sol no periélio. O cometa ficou brilhante o suficiente para ser visível ao lado do Sol durante o dia no seu periélio.

## Descoberta
O cometa apareceu de repente no céu da manhã de setembro 1882, e como já era visível a olho nu quando se tornou visível, foi descoberto independentemente por muitas pessoas. Os relatórios sugerem que ele foi visto pela primeira vez já em 1 de setembro de 1882, a partir do Cabo da Boa Esperança, bem como o Golfo da Guiné, e ao longo dos próximos dias, muitos observadores no hemisfério sul relataram o novo cometa.
O primeiro astrônomo a registrar observações do cometa foi W.H. Finlay, o chefe assistente no Observatório Real, na Cidade do Cabo, África do Sul. A observação de Finlay em 7 de setembro às 16h GMT também foi uma descoberta independente, e ele informou que o cometa tinha uma magnitude aparente de cerca de 3, e uma cauda cerca de um grau de comprimento.
O cometa se iluminou rapidamente, e em poucos dias havia se tornado um objeto excepcionalmente brilhante. David Gill, viu o cometa elevar alguns minutos antes de o Sol no dia 18 de setembro, e descreveu como "O núcleo foi, então, indubitavelmente único e, certamente, em vez sob a mais de 4" de diâmetro; na verdade, como eu descrevi, que se assemelhava muito a uma estrela de primeira magnitude vista à luz do dia".

## Periélio
O cometa foi se aproximando rapidamente do periélio, quando foi descoberto. No periélio, o cometa foi estimado a estas apenas a 480.000 quilômetros (0.0032 UA) a partir da superfície do Sol. Estudos orbitais posteriores determinaram que era um cometa Sungrazing, um que passa muito perto da superfície do Sol. Por muitas horas em ambos os lados de sua passagem pelo periélio, o cometa foi facilmente visível no céu durante o dia ao lado do Sol. Ele chegou a uma Magnitude aparente estimada de −17.
Pouco depois do periélio ser atingido em 17 de setembro, o cometa transitou pelo Sol. No Cabo, Finlay observou o cometa com o auxílio de um filtro de densidade neutra e até o momento do trânsito, quando parte do Sol "ferveu tudo sobre ele". Finlay observou que o cometa desapareceu de vista muito de repente, e nenhum vestígio poderia ser visto contra a superfície do Sol.

## Evolução pós-periélio
Após sua passagem pelo periélio, o cometa se moveu para o céu escuro, e embora ele tenha desaparecido quando se afastou do Sol se manteve um dos objetos mais proeminentes no céu. Em 30 de setembro, observadores, incluindo Finlay e E.E. Barnard, começaram a notar que o núcleo do cometa tinha sido alargado e se dividido em duas bolas brilhantes, e até 17 de outubro, ficou claro que o cometa tinha se quebrado em pelo menos cinco fragmentos. Os observadores relataram que o brilho relativo dos fragmentos variada de dia para dia.
Em meados de outubro, o cometa desenvolveu uma anti-cauda notável, apontando para o Sol. Anti-caudas são um fenômeno bastante comum em cometas, e resultam de geometria orbital dando a aparência de uma cauda apontando para o Sol, embora o material só pode ser conduzido para longe do Sol.
O núcleo atingiu seu tamanho máximo aparente em dezembro 1882. O cometa desapareceu gradualmente, mas, apesar de sua fragmentação se manteve visível a olho nu até fevereiro 1883. A última aparição definitiva do cometa foi relado por B. A. Gould em Córdova, Argentina em 1 de junho de 1883.

## Estudos orbitais
Estudos da órbita do cometa mostraram que o grande cometa de 1882 estava se movendo em um caminho quase idêntico a outros grandes cometas como C/1843 D1 e C/1880 C1. Esses cometas também haviam aparecido de repente no céu da manhã e haviam passado muito perto do Sol no periélio. Uma sugestão foi a de que todos os três eram na verdade o mesmo cometa, com um período orbital que estava sendo drasticamente reduzido em cada passagem pelo periélio. No entanto, os estudos mostraram que isso é insustentável, já que o período orbital de este cometa é de 772 ± 3 anos e os outros são de 600 a 800 anos.
Heinrich Kreutz estudou as órbitas dos três grandes cometas, e desenvolveu a ideia de que os três cometas eram fragmentos de um cometa progenitor muito maior que tinha se quebrado em uma passagem pelo periélio anteriormente. A fragmentação do grande cometa de 1882 em si demonstrou que isso era plausível. Se pensa agora que o grande cometa de 1882 é um fragmento do X/1106 C1, e que o cometa du Toit (C/1945 X1) e o cometa Ikeya–Seki (C/1965 S1) são dois dos seus fragmentos irmãos.
Agora está bem estabelecido que os cometas C/1843 D1, C/1880 C1, C/1882 R1, C/1887 B1, C/1963 R1, C/1965 S1 e o C/1970 K1 são todos membros de uma família conhecida como os cometas rasantes Kreutz, que são todos descendentes de um cometa. Os modelos atuais não suportam a suposição frequente na literatura, antes que o famoso cometa de 372 a.C. é de fato o último pai dos cometas rasantes. O cometa de 372 a.C. é frequentemente associada com Aristóteles, que, juntamente com outros de sua época, descreveu o cometa em seus escritos. No entanto, Aristóteles tinha apenas 12 anos, no momento da aparição do cometa e o historiador, Calístenes de Olinto, que também escreveu sobre ele nasceu 10 anos após o seu aparecimento. Consequentemente, os seus relatórios não devem ser tomados como relatos de testemunhas oculares. Além disso, não há qualquer menção do cometa na literatura chinesa na mesma época. Em vez disso, o cometa de fevereiro de 423 ou de fevereiro 467 com períodos orbitais de cerca de 700 anos é agora considerado o progenitor provável dos cometas rasantes. Os fragmentos do grande cometa de 1882 vão voltar em várias centenas de anos, espalhados por talvez dois ou três séculos.